# Faites sauter la banque
Pour plus de détails, voir Fiche technique et Distribution.
Faites sauter la banque est un film français réalisé par Jean Girault, tourné en 1963 et sorti en 1964.

## Synopsis
Victor Garnier est marié, père de famille et commerçant d’articles de chasse et de pêche dans un quartier citadin familial et bourgeois. André Durand-Mareuil, son directeur de banque, lui conseille d'investir dans les actions de mines situées dans un pays tropical et lointain, le Tangana. Mais les actions s'effondrent brusquement et la famille Garnier est ruinée. 
Dès lors, Victor entraîne son épouse et ses trois enfants, dans le creusement d'un tunnel permettant d'aboutir à la salle des coffres de l'agence bancaire située juste en face du commerce et domicile familial. Cependant, sa fille aînée Isabelle est courtisée par le jeune Philippe, stagiaire employé à ladite banque chez Durand-Mareuil.

## Fiche technique
- Titre : Faites sauter la banque
- Réalisation : Jean Girault, assistant réalisateur Alain Gouze
- Scénario : D'après une idée de Louis Sapin adapté par Jacques Vilfrid et Jean Girault
- Dialogues : Jacques Vilfrid
- Scripte : Christiane Bertin (alias Christiane Vilfrid)
- Production : Raymond Danon
- Sociétés de production : Les Films Copernic, PAMEC
- Musique : Paul Mauriat (éditions Robert Salvet)
- Photographie : André Germain
- Montage : Jean-Michel Gautier, assisté de Bernard Bourgouin
- Décors : Sydney Bettex, assisté de Henri Sonois et Claude Blasseville
- Son : René Sarazin, assisté de Paul Pauwels et Vartan Karakeusian
- Photographie : Marcel Dole
- Budget : 1,5 million de francs[1]
- Pays de production :  France
- Langue originale : français
- Studios : Studios de Boulogne
- Format : noir et blanc – 1,66:1 – Mono – 35 mm
- Genre : Comédie
- Durée : 85 minutes
- Date de sortie : 
  - France : 25 février 1964
- Visa d'exploitation : 28325

## Distribution

Principaux acteurs du film
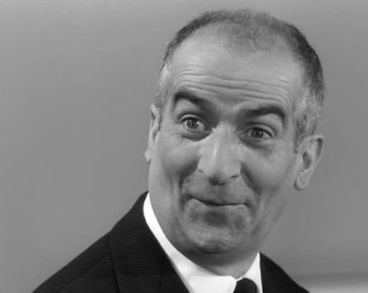
Louis de Funès (Victor Garnier)
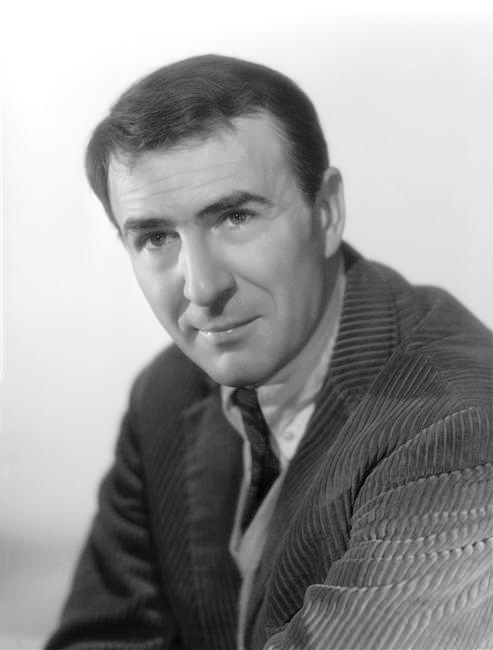
Jean-Pierre Marielle (Le banquier)
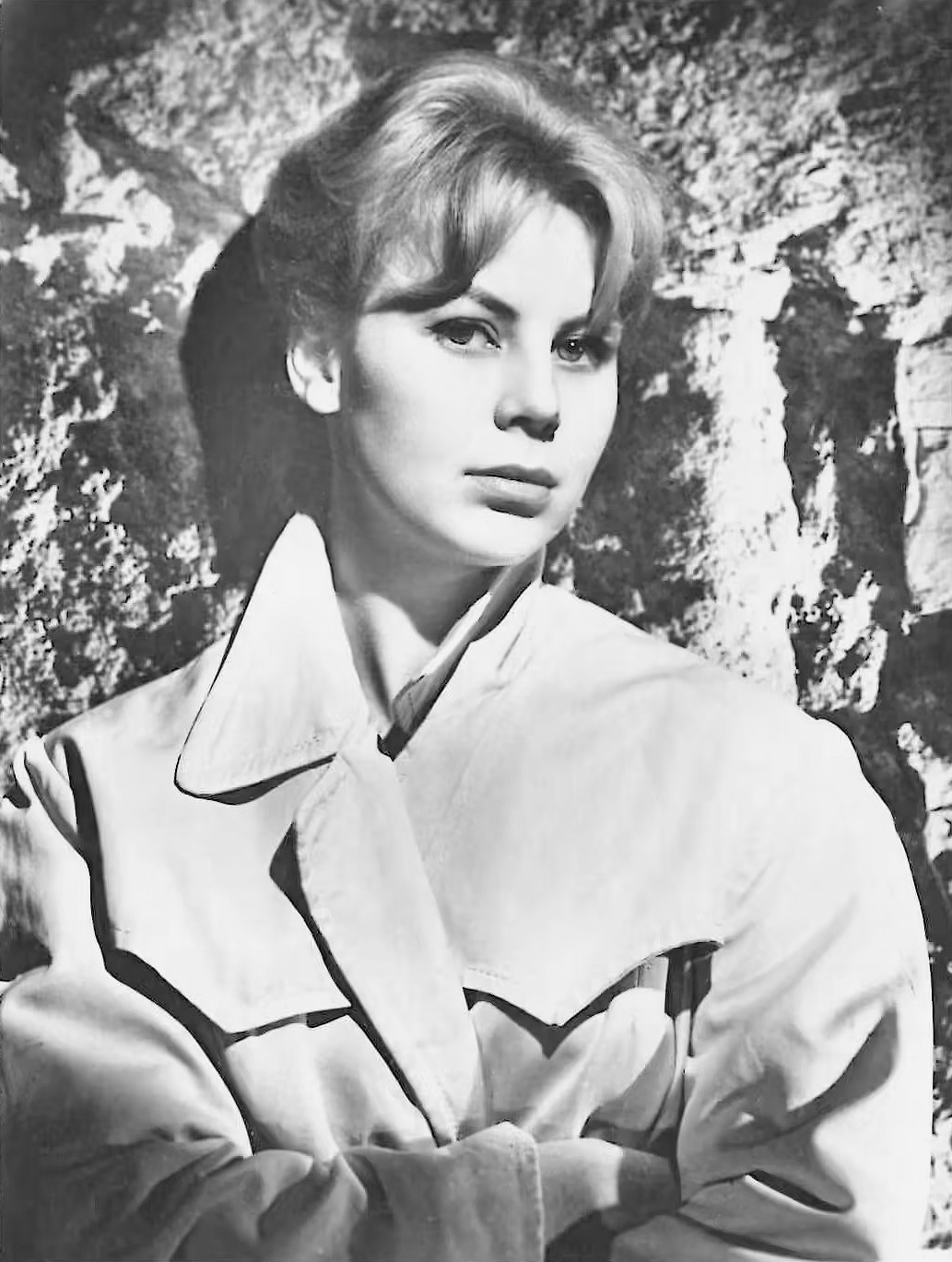
Anne Doat (Isabelle Garnier)
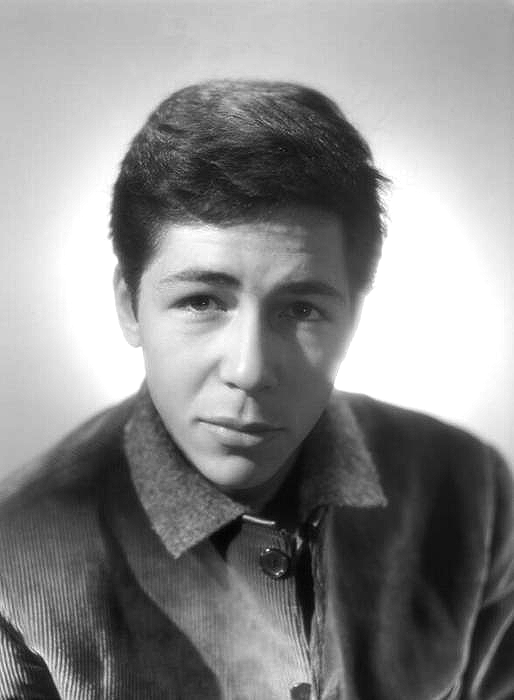
Michel Tureau (Gérard Garnier)
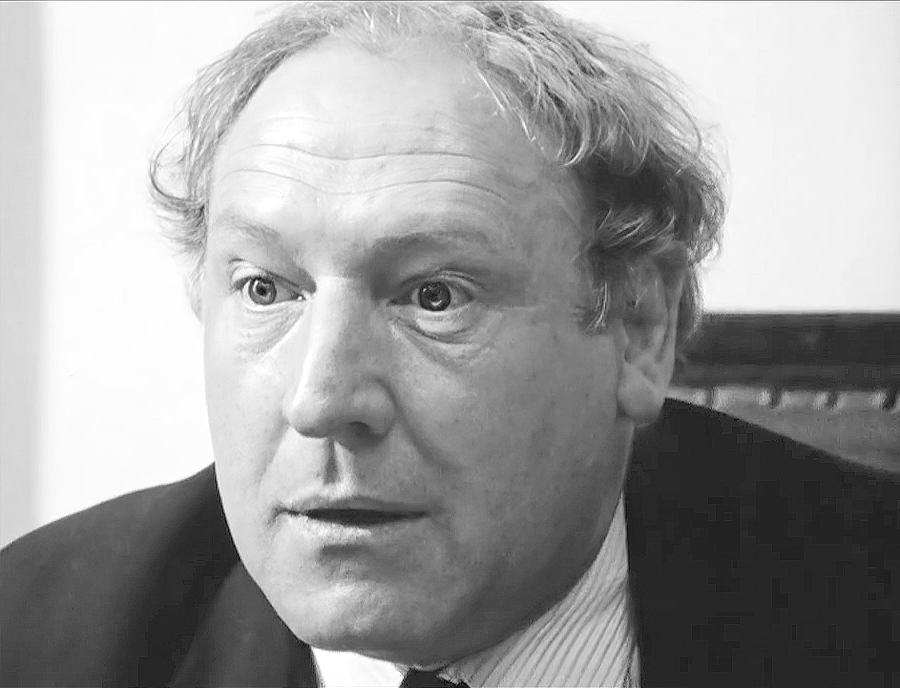
Georges Wilson (Agent de police)
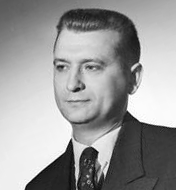
Claude Piéplu (le prêtre)
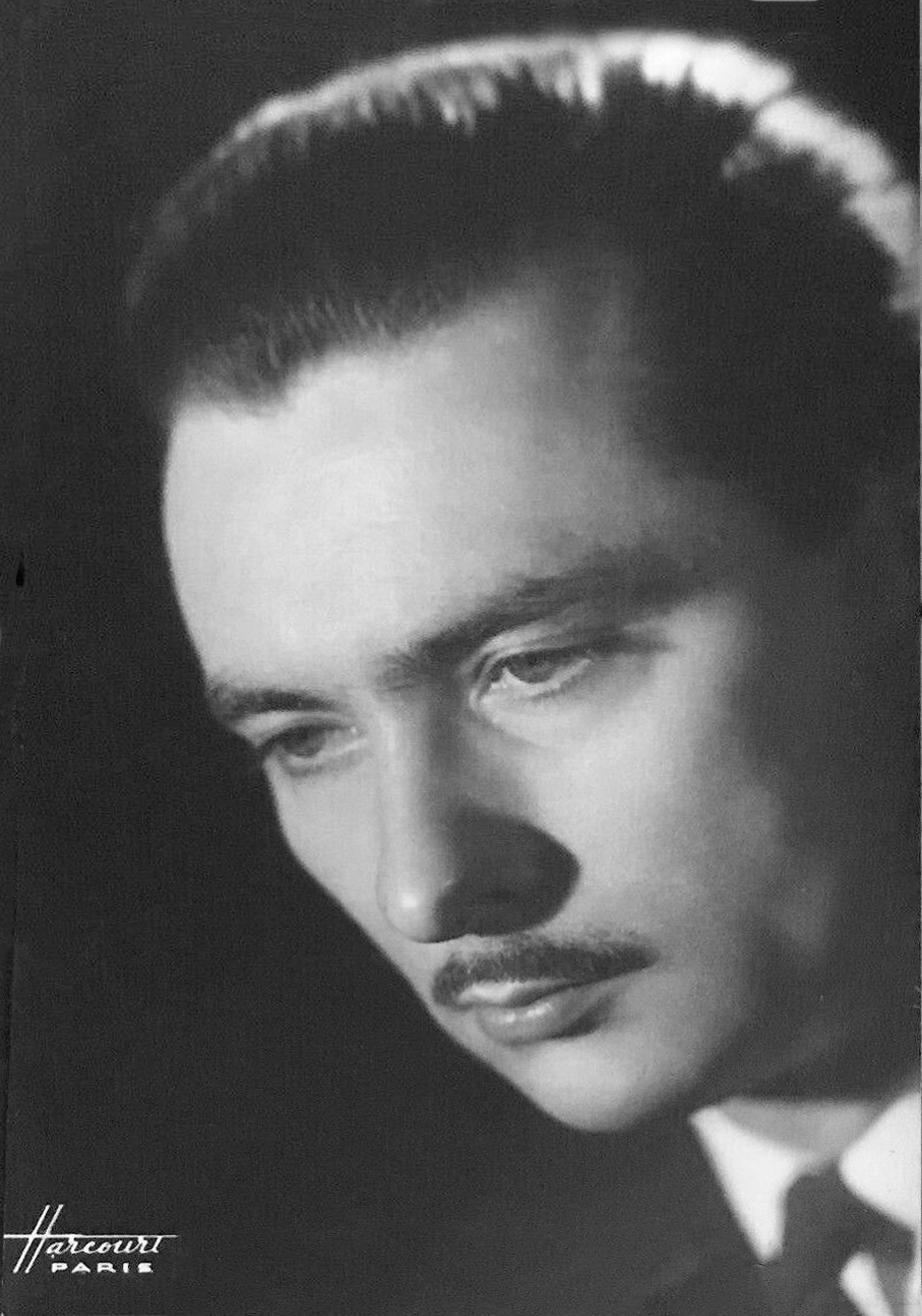
Philippe Dumat (Le commissaire)

- Louis de Funès : Victor Garnier, propriétaire exploitant d'un magasin de chasse et de pêche
- Jean-Pierre Marielle : André-Hugues Durand-Mareuil, le banquier, voisin de Victor
- Yvonne Clech : Éliane Garnier, la femme de Victor
- Anne Doat : Isabelle Garnier, la fille aînée
- Michel Tureau : Gérard Garnier, le fils
- Catherine Demongeot : Corinne Garnier, la fille cadette
- Georges Wilson : l'agent de police à vélo
- Jean Valmont : Philippe Brécy, le stagiaire de la banque, amoureux d'Isabelle
- Claude Piéplu : le prêtre
- Georges Adet : Gerber, l'employé responsable des coffres
- Florence Blot : la femme de ménage
- Nicole Chollet : une cliente
- Alix Mahieux : Poupette, la cousine belge
- Michel Dancourt : Casimir, le cousin belge
- Jean Lefebvre : le contremaître sur le chantier
- Guy Grosso : un client
- Jean Droze : le vendeur du grand magasin
- Dominique Zardi : un ouvrier dans la tranchée
- Henri Attal : Ramirez, un ouvrier dans la tranchée
- Dominique Marcas : une habitante du quartier
- Nicole Vervil : la cliente qui veut faire une surprise à son mari
- Yvonne Rozille : Laura, la femme entretenue par Durand-Mareuil
- Myriam Michelson : Mireille, la copine de Gérard
- André Badin : l'habitant du quartier assureur
- Louis Viret : un voisin
- Robert Favart : le confrère italien
- Colin Drake : le confrère anglais
- Reinhard Kolldehoff : le confrère allemand Schlumberger
- Johnny Monteilhet : le télégraphiste
- Max Desrau : le client qui apporte de l'argent en liquide à la banque
- Yves Elliot : le patron du café
- Philippe Dumat : le commissaire
- Alfred Szabados : un employé de banque

## Box-office
Le film n’est pas un succès, comptant sans doute parmi les « de Funès » qui réalisent le moins d’entrées en première exploitation. Sorti le 25 février 1964, Faites sauter la banque ne reste que deux semaines en exclusivité à Paris avec plus de 76 000 entrées cumulées à cette période, car il subit une concurrence sévère entre L'Homme de Rio et La Tulipe noire. Sur l'ensemble du territoire français, le film tourne sans bousculer les foules, se contentant de 950 000 entrées, ce qui lui permet d'atteindre de justesse le top 40 annuel. De Funès devenu entre-temps une grande vedette du cinéma français, Faites sauter la banque ! finira par atteindre 1 918 785 entrées, ce qui lui permettra d'entrer dans le top 20 annuel.

## Autour du film
- Le film a été colorisé en 1993[2].